# Oberea laetifica
Oberea laetifica là một loài bọ cánh cứng trong họ Cerambycidae.